# Денис, Харри
Харри Денис (нидерл. Harry Dénis; 28 августа 1896, Гаага — 13 июля 1971, Гаага) — нидерландский футболист, полузащитник. Участник трёх Олимпийских игр — 1920, 1924 и 1928.

## Биография
Хенри Леонард Бартелеми Денис более известный как Харри Денис, родился 28 августа 1896 года в Гааге в семье военного Хенри Гедеона Като Дениса и нотариуса Марии Хелены Элизабет Корнелиа ван дер Маден. Большую часть молодости Харри прожил вместе с родителями в Нидерландской Ост-Индии, так как его отец служил там в местной армии. Там же Харри впервые и увидел футбол, юный Деннис начал играть в футбол теннисным мячом, а также скомканным листком бумаги в форме мяча.

### Клубная карьера
Вернувшись в Нидерланды Харри сначала стал играть в скромном клубе ДВВ из города Гаага. В 1911 году Харри в возрасте 14 лет перешёл в клуб ХБС, который был основан в 1893 году. Вскоре Денис стал постоянным игроком первой команды выступая на позиции полузащитником. Свой первый титул чемпиона Нидерландов Харри выиграл в 1924 году, но тот сезон 1923/1924 был неофициальным. В основной команде ХБС Харри выступал до 1934 года.

### Карьера в сборной
Во время Первой мировой войны национальная сборная Нидерландов не проводила международные матчи, но спустя год после окончания войны был проведён первый международный матч, для Дениса эта игра стала дебютной. 9 июня 1919 года на стадионе Ауде в Амстердаме сборная Нидерландов встретилась со Швецией, счёт в матче открыли шведы благодаря мячу Карлссона Херберта забитым им на 35-й минуте. Во втором тайме подопечные Джека Рейнолдса смогли за девять минут до конца матча забить три мяча, их авторами стали Тео Брокманн (82 мин.), Де Кесслер (83 мин.) и Вим Гюпферт (87 мин.).
Спустя год Харри в составе олимпийской сборной Нидерландов принимал участие на Олимпийских играх в Антверпене. На турнире Харри провёл все матчи на турнире, включая матч за третье место против сборной Испании, который завершился поражением Нидерландов со счётом 3:1, таким образом Харри стал бронзовым призёром Олимпийских игр.
На Олимпийские игры 1924 года в Париже Денис отправился уже в качестве не сменного игрока основного состава сборной Нидерландов. Нидерланды смогли дойти до полуфинала турнира, но уступили в нём сборной Уругвая со счётом 2:1, Харри в том матче был катаном сборной. В матче за третье место Нидерланды поиграли сборной Швеции со счётом 3:1.
Спустя четыре года на домашних Олимпийских играх 1928 года в Амстердаме, Нидерланды в первом же матче встретились со своим обидчиком по полуфиналу предыдущих олимпийских игр сборной Уругвая. Уругвайцы вновь победили Нидерланды, на этот раз со счётом 2:0. Вылетев после этого проигрыша из основного турнира Нидерланды приняли участие в так называемом утешительном турнире, где участвовали команды которые не смогли пройти первый раунд. 5 июня 1928 года Денис в матче против сборной Бельгии, который завершился победой Нидерландов со счётом 3:1, сыграл свой 50-й матч. В утешительном финале Нидерланды сыграли вничью 2:2 со сборной Чили.
Всего в составе сборной Харри сыграл 56 матчей, свою последнюю игру Денис провёл 18 мая 1930 года в матче против сборной Бельгии, который завершился победой бельгийцев со счётом 3:1, Денис в том матче отметился результативным пасом. Харри в 37 матчах за сборную был капитаном команды.

### Матчи Дениса за сборную Нидерландов
| Матчи Дениса за сборную Нидерландов | Матчи Дениса за сборную Нидерландов | Матчи Дениса за сборную Нидерландов | Матчи Дениса за сборную Нидерландов | Матчи Дениса за сборную Нидерландов | Матчи Дениса за сборную Нидерландов |
| ----------------------------------- | ----------------------------------- | ----------------------------------- | ----------------------------------- | ----------------------------------- | ----------------------------------- |
| №                                   | Дата                                | Соперник                            | Счёт                                | Голы Дениса                         | Соревнование                        |
| 1                                   | 9 июня 1919                         | Швеция                              | 3:1                                 | —                                   | Товарищеский матч                   |
| 2                                   | 24 августа 1919                     | Швеция                              | 1:4                                 | —                                   | Товарищеский матч                   |
| 3                                   | 31 августа 1919                     | Норвегия                            | 1:1                                 | —                                   | Товарищеский матч                   |
| 4                                   | 5 апреля 1920                       | Дания                               | 2:0                                 | —                                   | Товарищеский матч                   |
| 5                                   | 13 мая 1920                         | Италия                              | 1:1                                 | —                                   | Товарищеский матч                   |
| 6                                   | 16 мая 1920                         | Швейцария                           | 1:2                                 | —                                   | Товарищеский матч                   |
| 7                                   | 28 августа 1920                     | Люксембург                          | 3:0                                 | —                                   | Олимпийские игры 1920               |
| 8                                   | 29 августа 1920                     | Швеция                              | 5:4                                 | —                                   | Олимпийские игры 1920               |
| 9                                   | 31 августа 1920                     | Бельгия                             | 0:3                                 | —                                   | Олимпийские игры 1920               |
| 10                                  | 5 сентября 1920                     | Испания                             | 1:3                                 | —                                   | Олимпийские игры 1920               |
| 11                                  | 13 ноября 1921                      | Франция                             | 5:0                                 | —                                   | Товарищеский матч                   |
| 12                                  | 26 марта 1922                       | Бельгия                             | 0:4                                 | —                                   | Кубок Ванден Абеле 1922             |
| 13                                  | 17 апреля 1922                      | Дания                               | 2:0                                 | —                                   | Товарищеский матч                   |
| 14                                  | 7 мая 1922                          | Бельгия                             | 1:2                                 | —                                   | Кубок Rotterdamsch Nieuwsblad 1922  |
| 15                                  | 19 ноября 1922                      | Швейцария                           | 0:5                                 | —                                   | Товарищеский матч                   |
| 16                                  | 2 апреля 1923                       | Франция                             | 8:1                                 | —                                   | Товарищеский матч                   |
| 17                                  | 29 апреля 1923                      | Бельгия                             | 1:1                                 | —                                   | Кубок Rotterdamsch Nieuwsblad 1923  |
| 18                                  | 10 мая 1923                         | Германия                            | 0:0                                 | —                                   | Товарищеский матч                   |
| 19                                  | 25 ноября 1923                      | Швейцария                           | 4:1                                 | —                                   | Товарищеский матч                   |
| 20                                  | 23 марта 1924                       | Бельгия                             | 1:1                                 | —                                   | Товарищеский матч                   |
| 21                                  | 21 апреля 1924                      | Германия                            | 0:1                                 | —                                   | Товарищеский матч                   |
| 22                                  | 27 апреля 1924                      | Бельгия                             | 1:1                                 | —                                   | Кубок Ванден Абеле 1924             |
| 23                                  | 27 мая 1924                         | Румыния                             | 6:0                                 | —                                   | Олимпийские игры 1924               |
| 24                                  | 2 июня 1924                         | Ирландия                            | 2:1                                 | —                                   | Олимпийские игры 1924               |
| 25                                  | 6 июня 1924                         | Уругвай                             | 1:2                                 | —                                   | Олимпийские игры 1924               |
| 26                                  | 8 июня 1924                         | Швеция                              | 1:1                                 | —                                   | Олимпийские игры 1924               |
| 27                                  | 9 июня 1924                         | Швеция                              | 1:3                                 | —                                   | Олимпийские игры 1924               |
| 28                                  | 2 ноября 1924                       | ЮАР                                 | 2:1                                 | —                                   | Товарищеский матч                   |
| 29                                  | 15 марта 1925                       | Бельгия                             | 1:0                                 | —                                   | Кубок Ванден Абеле 1925             |
| 30                                  | 19 апреля 1925                      | Швейцария                           | 1:4                                 | —                                   | Товарищеский матч                   |
| 31                                  | 3 мая 1925                          | Бельгия                             | 5:0                                 | —                                   | Товарищеский матч                   |
| 32                                  | 25 октября 1925                     | Дания                               | 4:2                                 | —                                   | Товарищеский матч                   |
| 33                                  | 14 марта 1926                       | Бельгия                             | 1:1                                 | —                                   | Товарищеский матч                   |
| 34                                  | 28 марта 1926                       | Швейцария                           | 5:0                                 | —                                   | Товарищеский матч                   |
| 35                                  | 18 апреля 1926                      | Германия                            | 2:4                                 | —                                   | Товарищеский матч                   |
| 36                                  | 2 мая 1926                          | Бельгия                             | 1:5                                 | —                                   | Товарищеский матч                   |
| 37                                  | 13 июня 1926                        | Дания                               | 1:4                                 | —                                   | Товарищеский матч                   |
| 38                                  | 31 октября 1926                     | Германия                            | 2:3                                 | —                                   | Товарищеский матч                   |
| 39                                  | 13 марта 1927                       | Бельгия                             | 0:2                                 | —                                   | Товарищеский матч                   |
| 40                                  | 18 апреля 1927                      | Чехословакия (люб.)                 | 8:1                                 | —                                   | Товарищеский матч                   |

Итого: 40 матчей / 0 голов; 16 побед, 8 ничьих, 16 поражений.

### Достижения
- Бронзовый призёр летних Олимпийских игр: 1920
- Чемпион Нидерландов: 1924

### Личная жизнь и карьера вне футбола
Харри в 1926 году в Делфте закончил учёбу по специальности инженер-строитель и работал в компаниях «N.V. Werkspoor» «Bataafsche Importmaatschappij», до тех пор пока с 1931 году в Гааге Денис не стал заниматься проектирование кинотеатров и вилл.
6 августа 1932 года Денис женился на Китти Мертенс, от это брака у Харри было двое сыновей и одна дочь.
В 1953 году Королевская нидерландская футбольная ассоциация назначила Харри их почётным членом, а также назначила его в специальный технический комитет по отбору игроков в национальную команду Нидерландов. В комитете Харри проработал до 1956 года, а после этого стал руководить инженерно-техническими работами в Роттердаме.
Празднование юбилеев Харри, таких как 60-летие, 65-летие и 70-летие всегда широко отражались в свете, во многом благодаря бывшим заслугам. Денис вошёл в историю как один из наиболее успешных и состоятельных футболистов в Нидерландах.
Умер Харри Денис 13 июля 1971 года в Гааге в возрасте 74 лет, на тот момент Харри был директором крупной строительной компании в Роттердаме.